# Edward Kasprzycki
Edward Feliks Kasprzycki (ur. 4 września 1894 w Białej Niżnej, powiat grybowski, zm. 15 lutego 1969 w Chrzanowie) – żołnierz Legionów Polskich, działacz niepodległościowy, kawaler Orderu Virtuti Militari.

## Życiorys
Syn Karola (dróżnika) i Sydonii z domu Dąbrowskiej. W 1907 roku ukończył 4-klasową szkołę powszechną w Tarnowie, następnie 2-letnią szkołę przemysłową, po czym praktykował w zawodach ślusarza i kowala, zostając w roku 1912 czeladnikiem. Od października 1913 roku należał do Związku Strzeleckiego w Tarnowie, a w dniu 20 sierpnia 1914 roku wstąpił do Legionów Polskich. Początkowo otrzymał przydział do 16 kompanii IV batalionu 2 pułku piechoty, następnie służył w 1 kompanii I batalionu 6 pułku piechoty i w 12 kompanii III batalionu 4 pułku piechoty . Odznaczył się w trakcie kampanii na Polesiu Wołyńskim, kiedy to w dniu 2 października 1915 roku zgłosił się na ochotnika i jako goniec 1 kompanii 6 pułku piechoty w trakcie walk pod Podczerewicami dostarczył, pod huraganowym ogniem wroga, rozkazy i meldunki do sztabu I batalionu tegoż pułku. Za wykazane wówczas męstwo szeregowy Edward Kasprzycki odznaczony został Krzyżem Srebrnym Orderu Virtuti Militari. Nadanie to zostało następnie potwierdzone dekretem Wodza Naczelnego marszałka Józefa Piłsudskiego L.12190.VM z 17 maja 1922 roku (opublikowanym w Dzienniku Personalnym Ministerstwa Spraw Wojskowych Nr 3 z dnia 11 stycznia 1923 roku).
Został ciężko ranny w dniu 24 października 1915 roku w rejonie dworu Kopny, kiedy to na ochotnika wziął udział w patrolu. Pocisk nieprzyjaciela zdruzgotał mu wówczas łokieć, w wyniku czego pozostał już inwalidą. Skierowany został wówczas na leczenie, w ramach którego przebywał w szpitalu w Pieszczanach oraz w Domu Rekonwalescentów w Kamieńsku. W dniu 16 kwietnia 1917 r. stanął w Krakowie przed komisją lekarską, która uznała go za niezdolnego do służby wojskowej. Z szeregów legionowych został zwolniony w dniu 10 maja tegoż roku .
W dwudziestoleciu międzywojennym pracował jako kierowca, ślusarz i magazynier w PKP. Podczas niemieckiej okupacji zarobkował jako ślusarz w lokomotywowniach w Szczakowej i Trzebini. Od roku 1945 pracował jako kierownik magazynu w Trzebini. Na emeryturę przeszedł w 1958 roku. Zmarł w Chrzanowie i spoczął na tamtejszym cmentarzu parafialnym (sektor 30-15-5).
Za pracę w dziele odzyskania niepodległości Edward Kasprzycki został, na mocy zarządzenia prezydenta Rzeczypospolitej Ignacego Mościckiego z dnia 17 września 1932 roku, odznaczony Krzyżem Niepodległości. 
Żoną Edwarda Kasprzyckiego była Janina z domu Grzybowska (ur. 24 grudnia 1901, zm. 7 stycznia 1992), z którą miał synów: Zbigniewa (ur. 24 lipca 1923), Czesława (ur. 27 marca 1925) i Zdzisława (ur. 1 lipca 1928).

## Ordery i odznaczenia
- Krzyż Srebrny Orderu Wojskowego Virtuti Militari nr 6449 – 17 maja 1922[4][7][8][1]
- Krzyż Niepodległości – 17 września 1932 „za pracę w dziele odzyskania niepodległości”[9][1]
- Krzyż Walecznych dwukrotnie[6][1]
- Medal Dziesięciolecia Odzyskanej Niepodległości[1]
- Brązowy Medal Waleczności (Austro-Węgry)[2]